# 그렉 세라노
그렉 세라노(Greg Serano, 1972년 8월 7일 ~ )는 미국의 배우, 영화배우, 텔레비전 배우이다.
브루클린에서 태어났다.

## 방송
- 파워
- 스카운드럴
- 킹핀

## 영화
- 길들여진 말 (2015년)
- 언다큐멘티드 (2010년)
- 더 워 보이즈 (2009년) - 실비오 역
- 데들리 임팩트 (2009년)
- 실종자 (2009년)
- 터미네이터: 미래전쟁의 시작 (2009년)
- 비어 포 마이 호스 (2008년)
- 펠론 (2008년)
- 음모 (2008년) - 미구엘 역
- 세이브 미 (2007년)
- 엘라의 계곡 (2007년)
- 내셔널 시큐리티 (2003년)
- 세인트 시너 (2002년)
- 프레일티 (2001년)
- 금발이 너무해 (2001년)
- 앱솔루션 (1997년)
- 포스트맨 (1997년)